# Prey Veng (Stadt)
Prey Veng  (Khmer: ក្រុងព្រៃវែង) ist die Hauptstadt der gleichnamigen kambodschanischen Provinz.

## Lage
Sie liegt auf einer Höhe von sieben Metern über dem Meeresspiegel und hat ungefähr 40.000 Einwohner. Die Stadt liegt an der Nationalstraße 11 zwischen Nak Loeung und Kampong Cham.